# Streblocera galinae
Streblocera galinae är en stekelart som beskrevs av Sergey A. Belokobylskij 1987. Streblocera galinae ingår i släktet Streblocera och familjen bracksteklar. Inga underarter finns listade i Catalogue of Life.